# 卢卡斯·沃克
卢卡斯·沃克（英語：Lucas Walker，1984年12月6日—），澳大利亚男子篮球运动员，场上位置是前锋。他曾代表澳大利亚国家队参加2018年英联邦运动会篮球比赛，获得一枚金牌。